# Fonction êta de Dedekind
Pour les articles homonymes, voir Fonction êta.
La fonction êta de Dedekind est une fonction définie sur le demi-plan de Poincaré formé par les nombres complexes de partie imaginaire strictement positive.
Pour un tel nombre complexe {\displaystyle \tau }, on pose {\displaystyle q={\rm {e}}^{2{\rm {i}}\pi \tau }} et la fonction êta est alors : {\displaystyle \eta (\tau )=q^{1/24}\prod _{n=1}^{\infty }(1-q^{n})}, en posant {\displaystyle q^{1/24}=\exp \left({\frac {{\rm {i}}\pi \tau }{12}}\right)}.

## Propriétés
La fonction êta  est holomorphe dans le demi-plan supérieur mais n'admet pas de prolongement analytique en dehors de cet ensemble.
La fonction êta  vérifie les deux équations fonctionnelles
{\displaystyle \eta (\tau +1)=\exp \left({\frac {{\rm {i}}\pi }{12}}\right)\eta (\tau )}
et
{\displaystyle \eta \left(-{\frac {1}{\tau }}\right)={\frac {\sqrt {\tau }}{\sqrt {i}}}\eta (\tau )}.
La seconde se généralise : soient {\displaystyle a,b,c,d} des entiers tels que {\displaystyle ad-bc=1} (donc associés à une transformation de Möbius appartenant au groupe modulaire), avec {\displaystyle c>0}. Alors
{\displaystyle \eta \left({\frac {a\tau +b}{c\tau +d}}\right)=\epsilon (a,b,c,d){\frac {\sqrt {c\tau +d}}{\sqrt {\rm {i}}}}\eta (\tau )}
où
{\displaystyle \epsilon (a,b,c,d)=\exp \left\{{\rm {i}}\pi \left({\frac {a+d}{12c}}+s(-d,c)\right)\right\}}
et {\displaystyle s} est la fonction somme de Dedekind :
{\displaystyle s(h,k)=\sum _{1\leq n<k}{\frac {n}{k}}\left({\frac {hn}{k}}-\left\lfloor {\frac {hn}{k}}\right\rfloor -{\frac {1}{2}}\right)}.
À cause des équations fonctionnelles, la fonction êta est une forme modulaire de poids 1/2. On peut s'en servir pour définir d'autres formes modulaires.
En particulier, le discriminant modulaire de Weierstrass, forme modulaire de poids 12, peut être défini comme
{\displaystyle \Delta (\tau )=(2\pi )^{12}\eta (\tau )^{24}} (certains auteurs omettent le facteur {\displaystyle (2\pi )^{12}}, pour que la série soit à coefficients entiers).
La fonction d'Euler
{\displaystyle \phi (q)=\prod _{n=1}^{\infty }\left(1-q^{n}\right)=q^{-1/24}\eta (\tau )}
a un développement en série donné par l'identité d'Euler :
{\displaystyle \phi (q)=\sum _{n=-\infty }^{\infty }(-1)^{n}q^{(3n^{2}-n)/2}}.
Comme la fonction êta est facile à calculer, il est souvent utile d'exprimer, quand c'est possible, d'autres fonctions comme produits et quotients de fonctions êta. Ceci est possible pour beaucoup de formes modulaires.